# Roland Hennig
Roland Hennig (ur. 19 grudnia 1967 w Hoyerswerdzie) – niemiecki kolarz torowy i szosowy, wicemistrz olimpijski oraz dwukrotny medalista torowych mistrzostw świata.

## Kariera
Pierwszy sukces w karierze Roland Hennig odniósł w 1986 roku, kiedy podczas mistrzostw świata w Colorado Springs wspólnie z Dirkiem Meierem, Berndem Dittertem i Steffenem Blochwitzem zdobył srebrny medal w drużynowym wyścigu na dochodzenie. Wynik ten powtórzył na mistrzostwach świata w Wiedniu w 1987 roku (razem z Meierem, Blochwitzem i Carstenem Wolfem) oraz na igrzyskach olimpijskich w Seulu w 1988 roku (wraz z Meierem, Blochwitzem, Wolfem i Uwe Preißlerem). Hennig startował także w wyścigach szosowych, zajmując między innymi drugie miejsce w klasyfikacji generalnej Tour de Liège w 1987 roku. Ponadto zdobywał medale torowych mistrzostw kraju, w tym dwa złote: w 1986 i 1987 roku zwyciężał w drużynowym wyścigu na dochodzenie.